# 앨리스 (프로그래밍 언어)
앨리스(Alice)는 3d 스토밍으로 프로그래머가 아닌 평범한 사람이 이해하고 사용할 수 있게 만든 프로그래밍 언어이다.

## 같이 보기
- 오즈 (프로그래밍 언어)